# سايا غيي يو نو
سايا غيي يو نو ولد تحت اسم محمد قاسم وعرف باسم سايا غيي (اسم بورمي) (بالبورمية ဦးနု، يوليو 1762 - 1822)، هو كاتب مسلم بورمي بارز عهد الملك بوداوبايا. جمع بين الكلمات والمصطلحات الأدب البورمي الديني مع الكتابة الشعرية والأفكار الإسلامية لإنتاج الكتب التي تعتبر كتب كلاسيكية من الأدب الإسلامي البورمي. عينه الملك بوداوبايا رئيسًا للبعثه التي أرسلها إلى الهند، لجلب الكتب والكتب المقدسة التي كتبت باللغة، السنسكريتية والأوردية والفارسية. تم تعيين سايا غيي عمدة لجزيرة يامار واتي (جزيرة رامري الآن) ومُنح لقب شوي تونغ ثارغاثو، الذي يعني «بطل المحيط».

## النشأة
ولد سايا غيي في شويبو في 17 يوليو 1762، في عهد الملك نونغداوغي من أسرة كونباونغ. والده، هو الشيخ دروود، وأمه، هي داو نيين كانوا من أحياء تونغ بالو في افا. درس الأدب البورمي والتاريخ وعلم التنجيم الكلاسيكي في آفا نان أو فونيجي كيونغ، وكان صديقًا لأمير بوداوبايا منذ أن كانوا في السابعة من العمر. في سن 19، رحل إلى رانغون حيث والده يقيم، حيث درس الأدب الإسلامي، واللغة العربية والأردية والفارسي على يد سيد محمد من سوريا. أصبح سايا غيي ملم بطلاقة بلغات بالي، تيكاتا، الهندية وديكاني.

## مؤلفاته
كان سايا غيي قد كتب وترجم أكثر من ستين كتابًا، تسعة منها نشرت بشكل كبير. هذه قائمة ببعض كتب وقصائده:
- الكتاب الإسلامي في أحد عشر فصلا[16]
- الكتاب الإسلامي في ثلاثة فصول[17]
- يوميات في رحلة البنغال.
- سراجاي شاراي في 35 فصل - المعروف أيضًا باسم 35 فصل الكتاب (أعيد طباعته 1929) وصياد البورمي المسلم العرق أوبانيشا الكتاب المقدس (1931).[18]

التعاليم التأديبية في قصائد الفقرة السابعة. 
- كتاب التقرير الملكي.[20][21]
- الكتاب ذهبي عن المعراج.[22]